# Epicoma pontificalis
Epicoma pontificalis is een vlinder uit de familie van de tandvlinders (Notodontidae), uit de onderfamilie van de Thaumetopoeinae. De wetenschappelijke naam van de soort is voor het eerst gepubliceerd in 1885 door Rudolph Rosenstock.
De soort komt voor in Australië.